# گریت اورزدو
گریت اورزدو (به انگلیسی: Great Eversden) یک روستا و محله مدنی در بریتانیا است که در کمبریج‌شر جنوبی واقع شده‌است. گریت اورزدو ۲۲۷ نفر جمعیت دارد.